# Championnats d'Afrique de boxe amateur 1964
Navigation
Édition précédente Édition suivante
La 2e édition des championnats d'Afrique de boxe amateur s'est déroulée à Accra, Ghana, d'avril à mai 1964. L'Américain Mohamed Ali est invité d'honneur de ces Championnats.

## Nations participantes
Huit nations participent à ces Championnats :
- Dahomey
- Ghana
- Kenya
- Mali
- Nigeria
- Ouganda
- République arabe unie
- Togo

## Résultats

### Podiums
| Catégories                    | Or              | Argent               | Bronze                                |
| Poids mouches (-51 kg)        | Taoufik Hamza   | Joseph Destimo       | Busonya Soussou-Clement Kalanga       |
| Poids coqs (-54 kg)           | Karimu Young    | Amos Ajao            | Olatandi Sayed Abdul Hady             |
| Poids plumes (-57 kg)         | Philip Waruinge | Badawi al-Bedewi     | Sidibé Maxim Amoo                     |
| Poids légers (-60 kg)         | Fawzi Hassan    | Anthony Andeh        | Aaron Popoola Berlin                  |
| Poids super-légers (-63,5 kg) | Eddie Blay      | John Olulu           | Hamed Hedhed                          |
| Poids welters (-67 kg)        | Hussein Saddik  | Bart Ugorhi          | Ernest Mabwa Michael                  |
| Poids super-welters (-71 kg)  | Eddie Davies    | Domisiano Ochodomuge | Sayed Mahmoud El Nahas Nojim Maiyegun |
| Poids moyens (-75 kg)         | Joe Darkey      | Peter Odhiambo       | Fatai Ayinla Mensah                   |
| Poids mi-lourds (-81 kg)      | Expédit Montcho | Sayed Mersal         | Henry Mugwanya Olayinka               |
| Poids lourds (+81 kg)         | George Oywello  | James Mazhar         | Eble                                  |

### Tableau des médailles
| Place | Pays                  | Médaille d'or, Afrique | Médaille d'argent, Afrique | Médaille de bronze, Afrique | Total |
| ----- | --------------------- | ---------------------- | -------------------------- | --------------------------- | ----- |
| 1     | République arabe unie | 3                      | 3                          | 3                           | 9     |
| 2     | Ghana                 | 3                      | 2                          | 3                           | 8     |
| 3     | Ouganda               | 1                      | 2                          | 3                           | 6     |
| 4     | Nigeria               | 1                      | 2                          | 3                           | 6     |
| 5     | Kenya                 | 1                      | 1                          | 0                           | 2     |
| 6     | Dahomey               | 1                      | 0                          | 3                           | 4     |
| 7     | Togo                  | 0                      | 0                          | 2                           | 2     |
| 8     | Mali                  | 0                      | 0                          | 1                           | 1     |
| Total | 8 pays médaillés      | 10                     | 10                         | 18                          | 38    |